# .nu
.nu là tên miền quốc gia cấp cao nhất (ccTLD) được gán cho bang đảo Niue. Nó là một trong những tên miền quốc gia đầu tiên được quảng bá đại trà trên Internet làm một thay thế cho gTLD .com, .net, và .org. Do cách đọc của nu gần giống như new (mới), nó được đề xuất làm tên miền "new" khi có sự phong phú về các tên miền tốt. Tuy nhiên hiện nay phần lớn các tên miền cao nhất của.nu đã được lấy lại.
Tên miền phổ biến đặc biệt ở Thụy Điển, Đan Mạch, Na Uy, Hà Lan và Bỉ, vì nu dùng cho từ "nơ" (hiện nay) trong tiếng Thụy Điển, [[tiếng Đan Mạch, tiếng Na Uy và tiếng Hà Lan. Một phần do luật tên miền giới hạn của các tên miền của Thụy Điển, .se,.nu được dùng cho các quảng bá sáng tạo cho các trang web như www.TV.nu. Tuy nhiên, tên miền.se được công nhận rộng rãi là chuyên nghiệp hơn.nu và.com. Việc đăng ký tên miền quốc tế hóa cũng được cho phép (xem chi tiết Lưu trữ ngày 9 tháng 2 năm 2010 tại Wayback Machine). Ở Brasil, tên miền liên quan đến các trang web người lớn do từ "nu" trong tiếng Bồ Đào Nha của Brasil nghĩa là khỏa thân.
Theo một báo cáo rộng rãi bởi McAfee SiteAdvisor vào tháng 3 năm 2007, các trang web tên miền.nu là một trong những tên miền ít nguy cơ nhất.